# فرودگاه صحرایی ودرز
فرودگاه صحرایی ودرز (به انگلیسی: MDPGA Wethersfield) (به زبان بومی: RAF Wethersfield) یک فرودگاه پایگاه نیروی هوایی با کد یاتا WXF است . این فرودگاه در کشور انگلستان قرار دارد و در ارتفاع ۹۸ متری از سطح دریا واقع شده‌است.